# Kengo Tanaka
Kengo Tanaka (田中 謙吾 Tanaka Kengo?), född 30 december 1989 i Kanagawa prefektur, är en japansk fotbollsspelare.
Tanaka började sin karriär 2012 i AC Nagano Parceiro. Han spelade 76 ligamatcher för klubben. 2019 flyttade han till Matsumoto Yamaga FC.